# Melliniella micrantha
Genre
Espèce
Melliniella micrantha est une espèce de plantes à fleurs dicotylédones de la famille des Fabaceae, sous-famille des Faboideae, originaire d'Afrique tropicale. C'est l'unique espèce acceptée du genre Melliniella (genre monotypique).

## Étymologie
Le nom générique, « Melliniella », est un hommage à Adolf Mellin (-1910), botaniste allemand, collecteur de plantes au Togo.